# Dicranota fastuosa
Dicranota fastuosa är en tvåvingeart som beskrevs av Alexander 1963. Dicranota fastuosa ingår i släktet Dicranota och familjen hårögonharkrankar. Inga underarter finns listade i Catalogue of Life.